# Mesotels
Els mesotels (Mesothelae) són un subordre d'aranyes que agrupa espècies amb caràcters molt primitius, com ara tenir un estèrnum estret a la cara ventral del cefalotòrax i un abdomen segmentat exteriorment.

## Debats taxonòmics
Actualment, la proposta més acceptada és la subdivisió en 3 famílies, dues d'elles amb exemplars fòssils:
- Lifístids (Liphistiidae)
- Artrolicòsids (Arthrolycosidae) (†)
- Artromigàlids (Arthromygalidae) (†)

Altres inclouen també en aquest grup algunes famílies que habitualment formen part del subordre dels migalomorfs: actinopòdids, bariquèlids, idiòpids, microstigmàtids, mígids, nemèsids i paratropídids.
D'altra banda hi ha qui defensa l'altre extrem; els lifístids serien l'única família, i exclouen els artrolicòsids i els artromigàlids.
Finalment, d'altres especialistes proposen una subdivisió en dues famílies diferents: una part dels actuals lifístids, i els heptatèlids (Heptathelidae).